# يانغ جون (سياسي)
يانغ جون (و. القرن 3 – 291 م) هو سياسي صيني، بسبب قطع الرأس.